# Heteromysis domusmaris
Espèce
Heteromysis domusmaris est une espèce de crustacés de la famille des Mysidae.

## Description
C'est une crevette transparente verdâtre de 3 à 6 millimètres avec des yeux particulièrement grands. Elles forment de petits essaims sur les sols coralliens. La mère porte les jeunes dans une poche située au niveau de son ventre jusqu’à ce qu’ils aient atteint une taille suffisante. Les larves sont vertes. Heteromysis domusmaris tire son nom du fait qu'elle a été découverte dans un aquarium public de la Haus des Meeres, la « Maison de la mer », à Vienne en Autriche. Elle est toutefois probablement originaire des mers d’Indonésie, importée avec des pierres,.
L’estomac des individus examinés contenaient des Artemia nauplii et des copépodes utilisés comme nourriture pour les poissons ainsi que des particules minérales indiquant qu’elles se nourrissent souvent près du sol.